# Alfred Kleiner

Alfred Kleiner, um 1914

Alfred Kleiner (* 24. April 1849 in Maschwanden; † 3. Juli 1916 in Bern) war ein Schweizer Physiker und Hochschullehrer. Er war Professor für Physik an der Universität Zürich.

## Leben
Alfred Kleiner studierte zuerst Medizin an den Universitäten Zürich und Berlin und schloss 1872 mit dem Staatsexamen ab. Danach wandte er sich der Physik zu und promovierte zwei Jahre später an der Universität Zürich mit einer Dissertation, die er bei Johann Jakob Müller am Polytechnikum erarbeitet hatte. Seine Habilitation reichte er an der Universität und am Polytechnikum ein. Bis 1879 wirkte er als Assistent am Polytechnikum. 1879 wurde er zum ausserordentlichen Professor und 1885 zum ordentlichen Professor für Physik an der Universität Zürich ernannt. 1915 wurde er emeritiert. Von 1908 bis 1910 war er Rektor und von 1890 bis 1915 im Erziehungsrat des Kantons Zürich.
Kleiner forschte zur Temperaturabhängigkeit der spezifischen Wärme und der Lösungswärme sowie zum dielektrischen Verhalten nichtidealer Isolatoren und untersuchte den eventuellen Einfluss eines Zwischenmediums auf die Gravitation. Er war während 30 Jahren Direktor des physikalischen Instituts und Albert Einsteins Doktorvater.

## Schriften (Auswahl)
- Zur Theorie der intermittirenden Netzhautreizung. Zürcher und Furrer, Zürich 1874 (Dissertation).
- Ueber die Wandlungen in den physikalischen Grundanschauungen. In: Jahresversammlung der Schweiz. Naturforschenden Gesellschaft 84. Ringier, Zofingen 1902.
- Über die Bedeutung leitender Prinzipien im Ausbau der Physik. In: Festgabe zur Einweihung der Neubauten. VI. Philosophische Fakultät II. 1914, S. 1–21.